# LaToya Cantrell

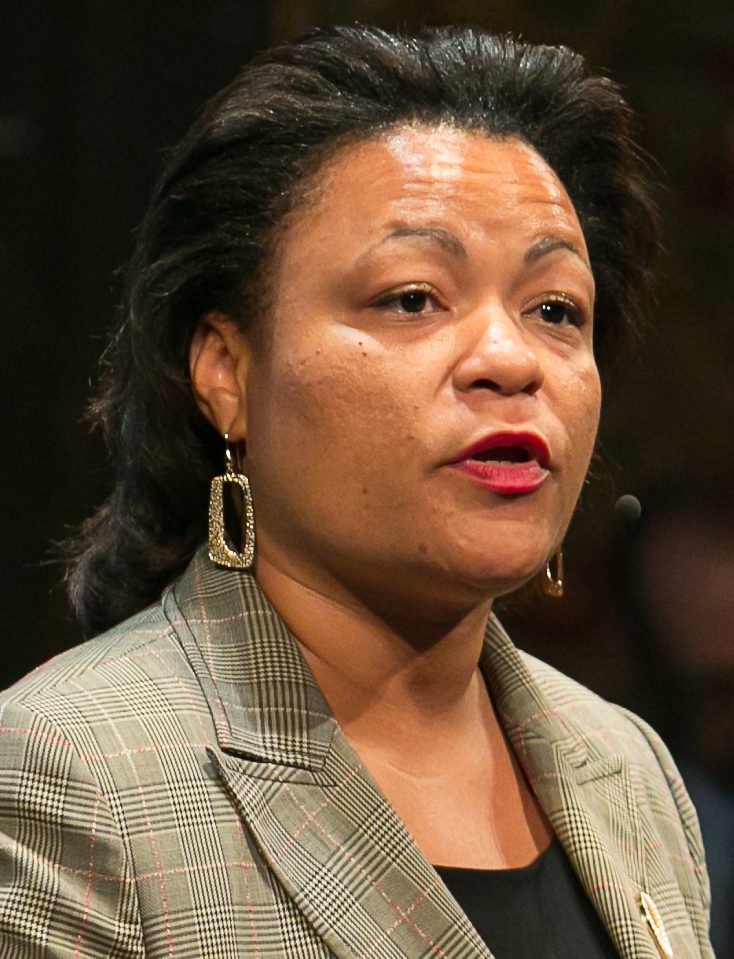
LaToya Cantrell (2013)

LaToya Cantrell (* 3. April 1972 als LaToya Wilder in Compton, Kalifornien) ist eine US-amerikanische Politikerin (Democratic Party), die seit 2018 als erste Frau das Amt des Mayors von New Orleans bekleidet. Nach ihrem Studium der Soziologie an der Xavier University of Louisiana und einem Führungskräfte-Trainingsprogramm an der Harvard Kennedy School engagierte sie sich zunächst in der Nachbarschaftsarbeit im Stadtteil Broadmoor von New Orleans. Cantrell spielte eine entscheidende Rolle bei der Wiederbelebung der Broadmoor Neighborhood nach der Verwüstung durch Hurrikan Katrina im Jahr 2005 und begann ihre politische Karriere 2012 als Mitglied des City Councils von New Orleans. In ihrer Funktion als Mayor konzentriert sie sich auf Themen wie Infrastruktur, öffentliche Sicherheit, bezahlbaren Wohnraum und die Verbesserung der Lebensqualität aller Einwohner von New Orleans.

## Frühe Jahre und Ausbildung
1972 als LaToya Wilder in Compton geboren, wuchs sie in Los Angeles auf, zeitweise aber auch bei ihrer Großmutter in Alabama. Im Jahr 1990 zog Wilder nach New Orleans, um an der Xavier University of Louisiana zu studieren. An dieser historisch afroamerikanischen Universität erwarb sie einen Bachelor-Abschluss in Soziologie. Während ihrer Studienzeit engagierte sich Wilder bereits in verschiedenen studentischen Organisationen und Initiativen. Nach ihrem Abschluss an der Xavier University absolvierte Wilder ein Führungskräfte-Trainingsprogramm an der renommierten Harvard Kennedy School. Diese Ausbildung vermittelte ihr wichtige Kenntnisse in den Bereichen Öffentliche Verwaltung und Politikgestaltung. Wilder kehrte 1999 nach New Orleans zurück und ließ sich im Stadtteil Broadmoor nieder, wo sie bald eine aktive Rolle in der Nachbarschaftsarbeit übernahm.

## Engagement in Broadmoor
Cantrell spielte eine entscheidende Rolle bei der Wiederbelebung des Broadmoor-Viertels in New Orleans nach der Verwüstung durch Hurrikan Katrina im Jahr 2005. Als Präsidentin der Broadmoor Improvement Association (BIA) leitete Cantrell die Bemühungen der Gemeinde, sich dem Vorschlag der Bring New Orleans Back Commission zu widersetzen, das überflutete Viertel in eine Grünfläche umzuwandeln. Sie organisierte eine Broadmoor Lives-Kundgebung, die über 200 Einwohner mobilisierte, und initiierte die Entwicklung eines umfassenden Wiederaufbauplans für das Viertel. Unter Cantrells Führung erarbeitete die BIA ein 300-seitiges Dokument, das detailliert darlegte, wie Broadmoor nicht nur wiederaufgebaut, sondern verbessert werden sollte. Sie gründete das Broadmoor School Board, das die Wiedereröffnung und Renovierung der Andrew H. Wilson Charter School beaufsichtigte, und war Gründungsmitglied der Broadmoor Development Corporation, die Fallmanagement und andere soziale Dienstleistungen für zurückkehrende Bewohner anbot. Cantrell war auch maßgeblich an der Wiedereröffnung der Rosa F. Keller Library and Community Center beteiligt, für die sie einen Zuschuss von 2 Millionen Dollar von der Carnegie-Stiftung sicherte. Durch ihre Bemühungen und das Engagement der Gemeinde entwickelte sich Broadmoor zu einem international anerkannten Modell für die Katastrophenbewältigung. Cantrells Arbeit in Broadmoor legte den Grundstein für ihre spätere politische Karriere und ihre Wahl zum Mayor von New Orleans, der ersten Frau in diesem Amt.

## Politische Karriere

### City Council von New Orleans
LaToya Cantrell begann ihre politische Laufbahn im City Council von New Orleans im Jahr 2012. Nachdem die damalige Vertreterin des District B, Stacy Head, in eine At-Large-Position gewählt wurde, erklärte Cantrell ihre Kandidatur für den frei gewordenen Sitz. In einer Stichwahl im Dezember 2012 setzte sie sich mit 54 Prozent der Stimmen gegen Dana Kaplan durch. Bei der regulären Wahl 2014 wurde Cantrell ohne Gegenkandidaten für eine volle vierjährige Amtszeit bestätigt.
Als City Council konzentrierte sich Cantrell auf Themen wie Gesundheit, Wohnungsbau und Strafjustiz. Eines ihrer bekanntesten Projekte war die Einführung eines Rauchverbots in Restaurants und Bars in New Orleans. Sie begründete dies mit den gesundheitlichen Auswirkungen von Passivrauchen auf die Beschäftigten in der Dienstleistungsbranche. Der City Council verabschiedete den Gesetzentwurf 2015 einstimmig.
Cantrell setzte sich auch für bezahlbaren Wohnraum ein. Als Vorsitzende des Ausschusses für Gemeindeentwicklung arbeitete sie mit Wohnungsbauexperten und Entwicklern zusammen, um die Wohnungskrise in der Stadt anzugehen. Zu ihren Initiativen gehörte die Eröffnung einer niedrigschwelligen Obdachlosenunterkunft.
Im Bereich der öffentlichen Sicherheit unterstützte Cantrell die Installation von Überwachungskameras in ihrem Bezirk und bemühte sich um eine bessere Personalausstattung des New Orleans Police Department. Sie gründete zudem die Cure Violence Initiative, um Waffengewalt zu reduzieren, unter anderem durch Programme an öffentlichen Schulen zum Thema Mobbing und die Auswirkungen von Waffengewalt.
Während ihrer Zeit im City Council geriet Cantrell gelegentlich in Konflikt mit Mayor Mitch Landrieu, der sie einmal als „Großmaul“ bezeichnete. Trotz anfänglicher Spannungen verbesserte sich ihr Verhältnis im Laufe der Zeit, und Landrieu lobte später ihre Führungsqualitäten in wichtigen Fragen der Stadtentwicklung.

### Mayor von New Orleans
Cantrell trat am 7. Mai 2018 ihr Amt als Mayor von New Orleans an, als erste Frau in dieser Position in der 300-jährigen Geschichte von New Orleans. In ihrer ersten Amtszeit konzentrierte sich Cantrell auf die Verbesserung der Infrastruktur und die Sicherung zusätzlicher Finanzmittel für die Stadt. Sie spielte eine Schlüsselrolle bei den Verhandlungen zur Verabschiedung der Fair Share-Gesetzgebung, die New Orleans über fünf Jahre hinweg 200 Millionen Dollar für Infrastrukturprojekte sicherte. Zudem setzte sie sich erfolgreich für die Zustimmung der Wähler zu einer Kurzzeit-Vermietungssteuer und einer 500-Millionen-Dollar-Anleiheermächtigung im Jahr 2019 ein. Während der COVID-19-Pandemie im Jahr 2020 fokussierte sich Cantrell auf den Schutz der öffentlichen Gesundheit und Sicherheit der Stadtbewohner. Sie initiierte auch die Auswahl eines Entwicklers für das ehemalige Six-Flags-Gelände in New Orleans East, das seit dem Hurrikan Katrina 16 Jahre lang brachlag.
Am 10. Januar 2022 wurde Cantrell für eine zweite Amtszeit vereidigt, nachdem sie die Wahl im November 2021 mit 65 Prozent der Stimmen gewonnen hatte. In ihrer zweiten Amtszeit konzentriert sich Cantrell weiterhin auf Themen wie öffentliche Sicherheit, Infrastruktur, bezahlbaren Wohnraum und die Verbesserung der Lebensqualität aller Einwohner von New Orleans. Im Dezember 2023 unterzeichnete sie ein Gesetz, das die Umwandlung von Einfamilienhäusern und Doppelhäusern in Mehrfamilien-Studentenwohnungen in der Nähe der Tulane University und Loyola University New Orleans einschränkt. Als Mitglied der Global Mayors COVID-19 Recovery Task Force setzt sich Cantrell auch für eine umweltfreundliche und gerechte wirtschaftliche Erholung ein. Am 5. Dezember 2024 unterzeichnete Mayor Cantrell ein historisches Abkommen zur Wiederbelebung des Louis Armstrong Parks und des Municipal Auditoriums. Dies umfasste eine fünfjährige Kooperationsvereinbarung mit der Save Our Soul Coalition (S.O.S.C.) und den Erlass einer Durchführungsverordnung zur Einrichtung eines beratenden Ausschusses für die Revitalisierung. Am 11. Dezember 2024 nahm Mayor Cantrell am Gipfel gegen Antisemitismus in Los Angeles teil, bei dem sich Mayors aus über 200 Städten der Vereinigten Staaten und Kanadas trafen, um den Anstieg des Antisemitismus zu bekämpfen.
Cantrells zweite Amtszeit als Mayor von New Orleans wurde von einer schweren Krise überschattet. Am 1. Januar 2025 ereignete sich ein tragischer Anschlag im beliebten French Quarter der Stadt, bei dem ein Fahrzeug in eine Menschenmenge fuhr und anschließend der Fahrer das Feuer eröffnete. Bei diesem Angriff kamen mindestens 15 Menschen ums Leben und über 35 weitere wurden verletzt. Cantrell reagierte umgehend auf die Situation und bezeichnete den Vorfall in einer ersten Stellungnahme als „Terroranschlag“. Sie stand in engem Kontakt mit den Bundesbehörden und führte ein Telefonat mit US-Präsident Joe Biden, der ihr die „uneingeschränkte Unterstützung“ der Bundesregierung zusicherte. Cantrell arbeitete eng mit den Strafverfolgungsbehörden zusammen, während das Federal Bureau of Investigation (FBI) die Ermittlungen übernahm und den Vorfall offiziell als „Akt des Terrorismus“ einstufte. Sie koordinierte die Krisenreaktion der Stadt und stand im Mittelpunkt der Bemühungen, die Sicherheit wiederherzustellen und den Opfern und ihren Familien Unterstützung zu bieten.

## Privatleben
LaToya Cantrell, geborene Wilder, lebt mit ihrer Tochter RayAnn in New Orleans. Sie war seit 1999 mit Jason Cantrell verheiratet, bis dieser im August 2023 im Alter von 55 Jahren verstarb. Jason Cantrell war als Anwalt tätig und arbeitete unter anderem als Pflichtverteidiger und stellvertretender Stadtanwalt. Berichten zufolge hatte er in den Jahren vor seinem Tod mit gesundheitlichen Problemen zu kämpfen. Im Jahr 2016 erhielt Cantrell von den Präsidenten der Tulane, Loyola und Xavier Universities und der University of New Orleans eine Auszeichnung für ihr lebenslanges Engagement in der Gemeinschaft.